# Les Aventures de Flora et Ulysse
Pour le film, voir Flora et Ulysse.
Les Aventures de Flora et Ulysse ou Flora et Ulysse : Les Lumineuses Aventures (Flora & Ulysses: The Illuminated Adventures) est un roman pour enfants de l'écrivaine américaine Kate DiCamillo, illustré par Keith G. Campbell. Publié en 2013 par Candlewick Press, il raconte l'histoire de Flora Buckman et d'un écureuil nommé Ulysse.
La version francophone sort en 2014 : en mars chez l'éditeur canadien Scholastic sous le titre Les Aventures de Flora et Ulysse, puis en août chez l'éditeur français Les Grandes Personnes sous le titre Flora et Ulysse : Les Lumineuses Aventures.
Il a été adapté à l'écran par les studios Disney en 2021 et diffusée directement sur Disney+.

## Présentation
Le texte est accompagné d'illustrations en noir et blanc. Elles comprennent des dessins pleine page et de petits dessins au crayon. Mais dans certains passages, le format change. Le roman devient alors un comic book où les aventures des personnages peuvent être suivies dans des cases de bandes dessinées. Les dessins sont réalisés par l'artiste Keith G. Campbell.

## Résumé
Flora Belle Buckman, 10 ans, cynique autoproclamée, passe son temps à lire des bandes dessinées et a du mal à comprendre le récent divorce de ses parents. Elle est poussée à agir lorsque la voisine est à deux doigts de tuer un écureuil avec un aspirateur. Sauvé de peu de la mort par Flora, l'écureuil développe des super-pouvoirs lui permettant de comprendre les humains et de voler. Flora nomme alors l'écureuil Ulysse (d'après l'aspirateur qui portait la marque Ulysse). Flora explique à Ulysse qu'il doit utiliser ses nouveaux pouvoirs pour réparer les torts, combattre l'injustice, « ou quelque chose comme ça ». Ulysse décide d'écrire sur la machine à écrire de la mère de Flora, révélant qu'il peut écrire de la poésie.
Lorsque Flora confronte sa mère qui désire tuer Ulysse, une dispute éclate et des cris sont proférés. Flora en vient à croire que sa mère ne l'aime pas. Se sentant blessée, elle déclare qu'elle rentrera chez son père. Ulysse écrit un poème pour expliquer les vraies émotions de Flora et de sa mère, mais la mère de Flora le capture avant que le poème ne puisse être lu. Flora réunit alors une équipe pour sauver Ulysse qui s'est déjà échappé, laissant la mère de Flora en train de lire son poème. La bande se réunit dans l'immeuble du père où l'extérieur cynique de Flora se fissure pour de bon alors qu'elle se rend compte que sa mère l'aime vraiment.

## Accueil critique
La critique du Horn Book a décrit le livre comme « réconfortant » avec beaucoup d'humour et un « casting de soutien excentrique », et note que les illustrations « accentuent l'ambiance ».
Traduit en une vingtaine de langues, les ventes du roman dépasse le million d'exemplaires.

## Distinctions
Flora et Ulysse remporte la médaille Newbery en 2014. C'est la deuxième fois que l'écrivaine Kate DiCamillo remporte la médaille après La Légende de Despereaux (The Tale of Despereaux) en 2004.
Il est également sélectionné pour les National Book Awards 2013 dans la catégorie « Littérature Jeunesse ».

## Publications
- Kate DiCamillo (trad. Hélène Pilotto, ill. K. G. Campbell), Les Aventures de Flora et Ulysse, Scholastic, mars 2014, 240 p. (ISBN 978-1-4431-3267-1)
- Kate DiCamillo (trad. Mickey Gaboriaud, ill. K. G. Campbell), Flora et Ulysse : Les Lumineuses Aventures, Paris, Les Grandes Personnes, 28 août 2014, 240 p. (ISBN 978-2-3619-3325-8)

## Adaptation cinématographique
Le 31 mai 2018, The Walt Disney Company annonce le développement d'une adaptation cinématographique du roman pour son service de streaming, Disney+, avec Brad Copeland au scénario. Le 13 juin 2019, Alyson Hannigan et Ben Schwartz sont cités comme parents de Flora. Le producteur Gil Netter supervise le projet. 
Le 27 juin 2019, il est annoncé que Lena Khan réalisera le film et que Matilda Lawler a été choisie pour le rôle principal de Flora Buckman. Benjamin Evans Ainsworth et Danny Pudi sont également ajoutés au casting tandis que le tournage commence à Vancouver. Il se termine le 23 août 2019 et le film est diffusé le 19 février 2021 sur Disney+.